# پاتریک لوفولون
پاتریک لوفولون (فرانسوی: Patrick Lefoulon‎؛ زادهٔ ۶ مهٔ ۱۹۵۸) قایقران کانو اهل فرانسه است.